# Siglufjörður (fiord)
Siglufjörður – fiord w północnej Islandii, w północnej części półwyspu Tröllaskagi. Ma około 7 km długości i około 3 km szerokości u wejścia do fiordu. Fiord otaczają szczyty górskie sięgające 800–850 m n.p.m. Nad fiordem położone jest miasto i port rybacki Siglufjörður.